# VM i ishockey 1931
VM i ishockey 1931 var det 5. VM i ishockey, arrangeret af IIHF, og det gjaldt samtidig som det 16. EM i ishockey. VM-turneringen blev spillet 1. – 8. februar 1931 i den polske by Krynica.
I forhold til året før blev VM afviklet på en helt ny måde. De 10 deltagende hold spillede først en kvalifikationsrunde i cupformat for at finde de seks hold, der skulle spille i finalerunden. I denne kvalifikationsrunde spilledes først en udskilningsrunde med fire hold, hvorfra de to vindere gik videre til forrunden sammen med de seks hold, der sad over i udskilningsrunden. De to tabere i udskilningsrunden fortsatte i placeringsrunden om placeringerne 7-10. De otte tilbageværende hold spillede derefter om fire pladser i finalerunden, som gik til de fire vindere i forrunden. De fire tabere fortsatte i opsamlingsrunden, hvorfra de to vindere kvalificerede sig til finalerunden, mens de to tabere måtte spille i placeringsrunden.
Verdensmesterskabet blev vundet af Canada foran USA. Sejren var canadiernes femte VM-titel, og de havde dermed vundet alle fem afholdte VM-turneringer og var indtil da ubesejrede ved VM. Dog måtte de indkassere det første pointtab nogensinde efter 0-0 mod Sverige. Bedste europæiske hold blev Østrig, der vandt bronzemedaljerne og dermed europamesterskabet for anden gang.

## Resultater

### Kvalifikationsrunde
| Dato                                                                    | Kamp                     | Res. | Perioder      |
| ----------------------------------------------------------------------- | ------------------------ | ---- | ------------- |
| Udskilningsrunde Vinderne til forrunden, taberne til placeringsrunden   |                          |      |               |
| 1.2.                                                                    | Tjekkoslovakiet - Ungarn | 4-1  | 2-0, 1-1, 1-0 |
| 1.2.                                                                    | Østrig - Storbritannien  | 1-0  | 0-0, 1-0, 0-0 |
| Forrunde Vinderne til finalerunden, taberne til opsamlingsrunden        |                          |      |               |
| 1.2.                                                                    | Canada - Frankrig        | 9-0  | ?             |
| 2.2.                                                                    | Polen - Tjekkoslovakiet  | 1-4  | 0-0, 0-3, 1-1 |
| 2.2.                                                                    | Sverige - Østrig         | 3-1  | 0-1, 2-0, 1-0 |
| 2.2.                                                                    | USA - Rumænien           | 15-0 | 7-0, 5-0, 3-0 |
| Opsamlingsrunde Vinderne til finalerunden, taberne til placeringsrunden |                          |      |               |
| 3.2.                                                                    | Østrig - Rumænien        | 7-0  | 4-0, 0-0, 3-0 |
| 3.2.                                                                    | Polen - Frankrig         | 2-1  | 0-0, 0-1, 2-0 |

### Placeringsrunde
Placeringsrunden om 7.-10.pladsen havde deltagelse af taberne fra udskilningsrunden og opsamlingsrunden, og den blev afviklet som et gruppespil.
| Dato | Kamp                      | Res. | Perioder      |
| ---- | ------------------------- | ---- | ------------- |
| 4.2. | Ungarn - Storbritannien   | 3-1  | ?             |
| 4.2. | Frankrig - Rumænien       | 7-1  | 3-0, 2-0, 2-1 |
| 5.2. | Ungarn - Rumænien         | 9-1  | 4-0, 3-0, 2-1 |
| 5.2. | Storbritannien - Frankrig | 2-1  | ?             |
| 7.2. | Storbritannien - Rumænien | 11-0 | 3-0, 3-0, 5-0 |
| 7.2. | Ungarn - Frankrig         | 1-0  | 1-0, 0-0, 0-0 |

| Placeringsrunde | Kampe | Mål  | Point |
| --------------- | ----- | ---- | ----- |
| Ungarn          | 3     | 13-2 | 6     |
| Storbritannien  | 3     | 14-3 | 4     |
| Frankrig        | 3     | 8-4  | 2     |
| Rumænien        | 3     | 2-27 | 0     |

### Finalerunde
Finalerunden om 1.-6.pladsen havde deltagelse af vinderne fra forrunden og opsamlingsrunden, og den blev afviklet som et gruppespil
| Dato | Kamp                      | Res. | Perioder      |
| ---- | ------------------------- | ---- | ------------- |
| 4.2. | USA - Østrig              | 2-1  | ?             |
| 4.2. | Canada - Tjekkoslovakiet  | 2-0  | 1-0, 0-0, 1-0 |
| 4.2. | Polen - Sverige           | 2-0  | 1-0, 0-0, 1-0 |
| 5.2. | Østrig - Tjekkoslovakiet  | 1-2  | 0-2, 0-0, 1-0 |
| 5.2. | USA - Sverige             | 3-0  | 3-0, 0-0, 0-0 |
| 5.2. | Polen - Canada            | 0-3  | 0-1, 0-1, 0-1 |
| 6.2. | USA - Tjekkoslovakiet     | 1-0  | 0-0, 0-0, 1-0 |
| 6.2. | Canada - Sverige          | 0-0  | 0-0, 0-0, 0-0 |
| 6.2. | Polen - Østrig            | 1-2  | ?             |
| 7.2. | Sverige - Tjekkoslovakiet | 1-0  | 1-0, 0-0, 0-0 |
| 7.2. | Canada - Østrig           | 8-0  | ?             |
| 7.2. | Polen - USA               | 0-1  | ?             |
| 8.2. | Østrig - Sverige          | 1-0  | 0-0, 1-0, 0-0 |
| 8.2. | Polen - Tjekkoslovakiet   | 0-0  | 0-0, 0-0, 0-0 |
| 8.2. | Canada - USA              | 2-0  | ?             |

| Finalerunde     | Kampe | Mål  | Point |
| --------------- | ----- | ---- | ----- |
| Canada          | 5     | 15-0 | 9     |
| USA             | 5     | 7-3  | 8     |
| Østrig          | 5     | 5-13 | 4     |
| Polen           | 5     | 3-6  | 3     |
| Tjekkoslovakiet | 5     | 2-5  | 3     |
| Sverige         | 5     | 1-6  | 3     |

### Slutstilling
| VM 1931 | VM 1931         |
| ------- | --------------- |
| Guld    | Canada          |
| Sølv    | USA             |
| Bronze  | Østrig          |
| 4.      | Polen           |
| 5.      | Tjekkoslovakiet |
| 6.      | Sverige         |
| 7.      | Ungarn          |
| 8.      | Storbritannien  |
| 9.      | Frankrig        |
| 10.     | Rumænien        |

| EM 1931 | EM 1931         |
| ------- | --------------- |
| Guld    | Østrig          |
| Sølv    | Polen           |
| Bronze  | Tjekkoslovakiet |
| 4.      | Sverige         |
| 5.      | Ungarn          |
| 6.      | Storbritannien  |
| 7.      | Frankrig        |
| 8.      | Rumænien        |